# کاسالوولونه
کاسالوولونه (به ایتالیایی: Casalvolone) یک کومونه در ایتالیا است که در استان نووارا واقع شده‌است.

## خصوصیات
کاسالوولونه ۱۷٫۴ کیلومترمربع مساحت و ۸۳۱ نفر جمعیت دارد.